# 프랫 인스티튜트
프랫 인스티튜트(Pratt Institute)는 1887년 뉴욕 시티에 설립된 사립 미술대학이다.
뉴욕 시티 내에 2개의 캠퍼스가 운영되고 있으며, Clinton Hill 지역에 위치한 브루클린 메인 캠퍼스와 14번가에 위치한 맨해튼 캠퍼스로 나누어져 있다. 전공에 따라서 맨해튼 캠퍼스에서 수업이 진행되는 경우도 있으나, 대부분의 수업은 브루클린 캠퍼스에서 진행된다.
뉴욕 시티에 위치한 대학교 중 캠퍼스 부지를 보유하고 있는 몇 안되는 학교 중에 하나로서, 많은 이들이 꿈꾸는 뉴욕에서의 캠퍼스 라이프를 즐길 수 있다.
브루클린 메인 캠퍼스는 14개의 학부와 17개의 석사 프로그램, 맨해튼 캠퍼스는 2개의 학부와 5개의 석사 프로그램으로 이루어져 있다. 그 중 브루클린 메인 캠퍼스의 건축과 인테리어 디자인 프로그램은 미국 내 최상위권 랭킹을 다투는 대표 전공이다.

## 역사
프랫 인스티튜트는 1887년 브루클린의 석유재벌 찰스 프랫(Charles Pratt, 1830~1891)에 의해 설립됐다. 프랫은 자신은 대학에 가지 못했지만, 교육을 통해 남녀 노동자들이 삶의 질을 개선할 수 있는 기회를 제공하기 위해 이들에게 적당한 학비가 드는 대학을 만들기 위해 1884년부터 고향인 클린턴 힐이 토지를 매입하기 시작했다.
프랫은 1886년 프랫 인스티튜트를 설립했고, 이듬해 5월 뉴욕주 의회는 개교를 허가했다. 프랫 인스티튜트는 1887년 10월 17일 12명의 학생으로 개교했다. 수업료는 학기당 4달러(2019년 기준 114달러)였으며, 인종과 남녀 구분 없이 모두에게 개방된 미국 최초의 대학 중 하나였다.
초기에는 산업노동자가 주를 이룬 학생들에게 건축학과 기계학, 의상 제작, 가구 제작 같은 다양한 실용과목을 가르쳐 기술자가 되도록 했다. 프로그램은 이 모든 과목의 기본이 되는 드로잉을 토대로 했으며 학생들이 앞으로 종사할 세계를 잘 이해하는 데 도움이 되도록 하기 위해 역사와 수학, 물리학, 문학 등의 교양과목이 보충했다.
학생 수는 꾸준히 늘어 개교 1주년에 1,000여 명이 됐으며, 5년이 지났을 때는 거의 4,000명으로 증가했다. 개교 1주년 기념식에서 찰스 프랫은 "자신의 일에 충실하면 그 일이 자신에게 진정한 보답을 할 것(Be true to your work, and your work will be true to you)"이라고 말했다. 이는 이 대학의 모토가 됐다. 앤드루 카네기는 이 학교를 방문한 후 현재 카네기멜론대학교(Carnegie Mellon University)의 전신인 카네기공과대학(Carnegie Technical Schools)의 모델로 삼았다.
이 학교에 대한 대중의 관심이 커지고 수요가 증가함에 따라 프랫 고등학교와 도서관 학교(Library School), 음악학과(Music Department)와 상학과(Department of Commerce) 등 새로운 프로그램이 추가되기 시작했다. 특히 상학과의 인기가 매우 높아지자 프랫은 자신의 비서인 노만 P. 헤플리(Norman P. Heffley)로 하여금 별도의 학교인 헤플리상업전문학교(The Heffley School of Commerce)를 설립하도록 했다. 프랫 인스티튜트와 시설을 공유하던 이 학교는 브루클린 로스쿨(Brooklyn Law School)로 진화했다.
1891년 찰스 프랫이 사망한 후 학교는 그의 아들에 의해 더욱 번창했으며, 1897년 가정미술학과는 학생들에게 가장 인기가 높은 학과가 됐다. 1896년 학교는 정원을 갖춘 기념비적인 네오르네상스 양식의 도서관을 개관했다. 이 도서관은 학생들뿐만 아니라 일반 대중도 이용할 수 있었는데, 브루클린에 있는 유일한 공공도서관이었다. 도서관은 사서 양성을 위한 교실로도 활용됐으며, 뉴욕시에서 어린이들이 독서실로 이용하는 최초의 도서관이었다.
세기가 바뀔 무렵 과학기술학부(School of Science and Technology)가 프랫 인스티튜트의 가장 권위 있는 학부가 되자 이를 분교하기 위해 새로운 화학 및 기계공학 건물들을 건설했다. 프랫 인스티튜트는 이 시기에 여성을 위한 다양한 강좌를 개설했다. 여성들이 참여할 수 있는 25개의 과정 중에는 도서관학과 간호학, 가정경제학, 패션이 포함됐다. 1910년에 이 학교의 모든 학과는 도서관학부(Library School)와 가정학학부(School ofDomestic Science), 미술 · 응용미술학부(School of Fine and Applied Arts), 과학기술학부(School of Science and Technoloy) 등의 별도 학부로 재조직됐다.
1914년 제1차 세계대전이 발발하자 미국 정부와 협력해 과학기술학부에는 전쟁에 필요한 공학 기술을 입영자들에게 가르치는 학생군사훈련단을 설치했다. 학생들은 전쟁에 사용된 항공기를 설계했으며, 전문가들을 훈련시켰다. 1927년 기계공학과 동문인 도널드 A. 홀은 찰스 린드버그가 세계 최초로 대서양 횡단 비행에 사용한 스피릿 오브 세인트 루이스(Spirit of Saint Louis)를 설계했다.
1938년부터 프랫 인스티튜트의 대부분의 프로그램은 4년제 학사학위를 제공하기 시작했고, 기술학교에서 학위 수여를 위한 뉴욕주의 요건과 정부의 전문 인허가 규정을 반영하는 엄격한 대학으로 변모했다. 1940년 프랫 인스티튜트는 대학원 학위를 수여하기 시작했다.
제2차 세계대전 중 프랫 인스티튜트는 제1차 세계대전 때와 마찬가지로 전쟁 수행에 많은 기여를 했다. 1940년대에 과학기술학부(School of Science and Technology)는 명칭을 공학부(School of Engineering)로 바꾸고, 1946년에 기계공학이 이 학교의 가장 인기 있는 과목이 됐다.
1950년에 프랫 인스티튜트는 미국중부대학 · 학교협회(MSA)에 의해 인가된 기관이 됐다. 1954년 건축학과는 공학부에서 분리돼 독자적인 학부가 됐다. 1975년에 건축학 학위를 취득한 학생 수가 기계공학 학위를 취득한 학생 수를 능가했다.
프랫 인스티튜트는 등록금 및 학교 전체의 예산 감소에 대응해 공학부를 없애기로 결정했고, 공학부 학생들은 뉴욕대학교의 폴리텍 인스티튜트(Polytechnic Institute)로 전학하고, 종신교수들은 건축학부와 교양 · 자연학부의 수학 · 자연과학과로 자리를 옮겼다.

## 입학
전 세계적으로 매년 약 5000명 정도의 지원자가 지원하는데 그 중 645명 정도를 신입생으로 선발한다고 한다.
포트폴리오, 학교 성적, 그리고 SAT 점수 (optional) 등을 기준으로 우수한 학생들에게 다양한 장학금을 제공해 준다. 특히 저소득층을 위한 특별 프로그램으로는 성적 우수 학생들에게 4년간 무료로 학비를 제공하는 HEOP란 프로그램이 있다.
입학 원서수수료는 미국 시민권자 혹은 영주권자일 경우 50달러, 그 외 유학생일 경우는 90달러이다. 부가적으로 SATI 또는 ACT 성적, 추천서 1통, 포트폴리오 12~20점(직접 사물을 보고 그린 정물 드로잉 3~5점 포함), 에세이 등을 입학 원서 작성시 제출해야한다.

## 개설 학부·학과
프랫 인스티튜트는 건축학부(School of Architecture)와 미술학부(School of Art), 디자인학부(School of Design), 교양 · 자연과학부(School of Liberal Arts and Sciences), 정보학부(School of Information), 지속 · 직업학부(School of Continuing and Professional Studies) 등 6개 학부에 28개 학과로 구성돼 있다. 22개의 학부과정과 25개의 대학원 과정을 제공한다. 학부별 학과 구성은 다음과 같다.
∙ 건축학부: 학부 건축학과(Department of Undergraduate Architecture), 건설경영학과(Department of Construction Management), 시설관리학과(Department of Facilities Management), 부동산실무학과(Department of Real Estate Practice), 대학원 건축학 · 도시디자인학과(Department of Graduate Architecture and Urban Design), 계획 · 환경대학원센터(Graduate Center for Planning and the Environment)
∙ 미술학부: 기초미술학과(Department of Foundation Art), 미술 · 디자인교육학과(Department of Art and Design Education), 미술품 · 문화경영학과(Department of Arts and Cultural Management), 창조미술치료학과(Department of Creative Arts Therapy), 디지털 미술 · 애니메이션학과(Department of Digital Arts and Animation), 디자인경영학과(Department of Design Management), 영화 · 비디오학과(Department of Film and Video), 미술학과(Department of Fine Arts), 학위연계프로그램(Associate Degree Programs)
∙ 디자인학부: 커뮤니케이션디자인학과(Department of Communications Design), 패션디자인학과(Department of Fashion Design), 산업디자인학과(Department of Industrial Design), 인테리어 디자인학과(Department of Interior Design)
∙ 교양 · 자연과학부: 영문학 · 인문학과(Department of English and Humanities), 비평 · 비주얼학과(Critical and Visual Studies), 미술 · 디자인사학과(Department of the History of Art and Design), 집중영어 프로그램(Intensive English Program), 수학 · 자연과학과(Department of Math and Science), 사회과학 · 문화학과(Department of Social Science and Cultural Studies), 글쓰기 프로그램(Writing Program).

## 교육 특징
프랫 인스티튜트의 디자인 전공들은 모두 순수미술을 바탕으로 하여 디자인 컨셉을 구상하도록 가르친다. '비디오 아트'의 창시자 고 백남준 선생은 1998년 한인으로는 처음으로 프랫에서 명예박사학위를 수여받기도 했다. 그외에도 루이스 부르주아, 프랭크 스텔라 등 거장들이 이 대학에서 명예박사학위를 수여받았을 만큼 순수미술 전공 분야 또한 명성이 높다.
2년 과정에는 페인팅과 드로잉, 그래픽 디자인과 일러스트레이션, 디지털 디자인, 인터렉티브 디자인, 그래픽 디자인, 일러스트레이션 등이 개설되어 있다. 4년 과정에는 건축, 미술사, 미술비평, 미술보존학, 디자인과 시각 커뮤니케이션, 디지털 디자인, 드로잉, 패션 디자인, 필름과 비디오 프로덕션과 영화 촬영법, 주얼리 디자인, 조각과 조소, 그래픽 디자인, 제품 디자인, 인테리어 디자인, 멀티미디어, 페인팅, 사진, 애니메이션, 미술과 디자인 교육 등의 전공들이 있다. 건축과 인테리어를 접목시킨 ‘Architectural Interior’란 독특한 전공을 만들어 건축을 전공하더라도 인테리어 분야에서도 일을 할 수 있다.
대학원 과정에는 건축, 건축과 도시 디자인, 미술치료, 미술과 문화행정, 도시와 지역개발, 커뮤니케이션 디자인, 디지털 아트, 무용치료, 디자인 경영, 시설경영, 순수미술, 역사보존학, 미술과 디자인사, 제품 디자인, 인테리어 디자인, 포장 디자인 등이 개설되어 있다. 특히 제품 디자인 전공에는 자동차, 전자제품, 조명, 그릇, 가구 디자인 등이 포함되어 있다.
학기 도중에는 뉴욕의 많은 유명 디자인 사무실을 직접 방문하면서 미리 체험해보는 기회를 제공하고 있다. 매 학기마다 인턴십과 직업박람회가 개최되어 재학생과 졸업을 앞둔 학생들에게 많은 도움이 되고 있다. 맨해튼에 위치한 프랫대학원 건물 갤러리에서 열리는 4학년생들의 졸업전시회를 통해 우수한 작품을 만든 학생들은 유명 회사에서 스카웃 제의를 받기도 한다.